# Imposto de Renda de Pessoa Física
Imposto de Renda de Pessoa Física (IRPF) é um imposto federal brasileiro que incide sobre todas as pessoas que tenham obtido um ganho acima de um determinado valor mínimo. Anualmente este contribuinte deve  prestar informações pela  Declaração de Ajuste Anual (DIRPF) para apurar possíveis débitos ou créditos (restituição de imposto).
É pago pelas pessoas físicas, sendo calculado com base em sua renda. A alíquota é variável e proporcional à  renda tributável (alíquota progressiva). Contribuintes com renda até determinado valor são considerados isentos.

## Alíquotas
Entre 2007 e 2011, a tabela para o cálculo do imposto de renda brasileiro sobre rendimentos do trabalho está exibida na tabela a seguir. A partir do exercício de 2012, a tabela foi alterada, passando a ter novos cálculos. A tabela ficou sem ser atualizada de 2015 até 2023.
Em 2025, apesar de a faixa oficial de isenção estar fixada em R$ 2.428,80, foi estabelecido um desconto simplificado de R$ 607,20, que permite que a isenção efetiva chegue a R$ 3.036. O mesmo princípio foi utilizado no reajuste da faixa em 2024 e 2023, que tinham isenção efetiva de R$ 2.824 e R$ 2.640, respectivamente. 
| Ano        | Base de Cálculo                | Alíquota | Parcela a deduzir do IR |
| ---------- | ------------------------------ | -------- | ----------------------- |
| 2007       | Até R$ 1.313,69                | (isento) | (isento)                |
| 2007       | De R$ 1.313,70 até R$ 2.625,12 | 15%      | R$ 197,05               |
| 2007       | Acima de R$ 2.625,12           | 27,5%    | R$ 525,19               |
| 2008       | Até R$ 1.372,81                | (isento) | (isento)                |
| 2008       | De R$ 1.372,82 até R$ 2.743,25 | 15%      | R$ 205,92               |
| 2008       | Acima de R$ 2.743,25           | 27,5%    | R$ 548,82               |
| 2009       | Até R$ 1.434,59                | (isento) | (isento)                |
| 2009       | De R$ 1.434,60 até R$ 2.150,00 | 7,5%     | R$ 107,59               |
| 2009       | De R$ 2.150,01 até R$ 2.866,70 | 15%      | R$ 268,84               |
| 2009       | De R$ 2.866,71 até 3.582,00    | 22,5%    | R$ 483,84               |
| 2009       | Acima de R$ 3.582,00           | 27,5%    | R$ 662,94               |
| 2010       | Até R$ 1.499,15                | (isento) | (isento)                |
| 2010       | De R$ 1.499,16 até R$ 2.246,75 | 7,5%     | R$ 112,43               |
| 2010       | De R$ 2.246,76 até R$ 2.995,70 | 15%      | R$ 280,94               |
| 2010       | De R$ 2.995,71 até R$ 3.743,19 | 22,5%    | R$ 505,62               |
| 2010       | Acima de R$ 3.743,20           | 27,5%    | R$ 692,78               |
| 2011       | Até R$ 1.566,61                | (isento) | (isento)                |
| 2011       | De R$ 1.566,62 até R$ 2.347,85 | 7,5%     | R$ 117,49               |
| 2011       | De R$ 2.347,86 até R$ 3.130,51 | 15%      | R$ 293,58               |
| 2011       | De R$ 3.130,52 até 3.911,63    | 22,5%    | R$ 528,37               |
| 2011       | Acima de R$ 3.911,63           | 27,5%    | R$ 723,95               |
| 2012       | Até R$ 1.499,15                | (isento) | (isento)                |
| 2012       | De R$ 1.499,16 até R$ 2.246,75 | 7,5%     | R$ 112,43               |
| 2012       | De R$ 2.246,76 até R$ 2.995,70 | 15%      | R$ 280,94               |
| 2012       | De R$ 2.995,71 até R$ 3.743,19 | 22,5%    | R$ 505,62               |
| 2012       | Acima de R$ 3.743,19           | 27,5%    | R$ 692,78               |
| 2013       | Até R$ 1.637,11                | (isento) | (isento)                |
| 2013       | De R$ 1.637,12 até R$ 2.453,50 | 7,5%     | R$ 122,78               |
| 2013       | De R$ 2.453,51 até R$ 3.271,38 | 15%      | R$ 306,80               |
| 2013       | De R$ 3.271,39 até R$ 4.087,65 | 22,5%    | R$ 552,15               |
| 2013       | Acima de R$ 4.087,65           | 27,5%    | R$ 756,53               |
| 2014       | Até R$ 1.710,78                | (isento) | (isento)                |
| 2014       | De R$ 1.710,79 até R$ 2.563,91 | 7,5%     | R$ 128,31               |
| 2014       | De R$ 2.563,92 até R$ 3.418,59 | 15%      | R$ 320,60               |
| 2014       | De R$ 3.418,60 até R$ 4.271,59 | 22,5%    | R$ 577,00               |
| 2014       | Acima de R$ 4.271,59           | 27,5%    | R$ 790,58               |
| 2015       | Até R$ 1.787,77                | (isento) | (isento)                |
| 2015       | De R$ 1.787,78 até R$ 2.679,29 | 7,5%     | R$ 134,08               |
| 2015       | De R$ 2.679,30 até R$ 3.572,43 | 15%      | R$ 335,03               |
| 2015       | De R$ 3.572,44 até R$ 4.463,81 | 22,5%    | R$ 602,96               |
| 2015       | Acima de R$ 4.463,81           | 27,5%    | R$ 826,15               |
| 2015 (abr) | Até R$ 1.903,98                | (isento) | (isento)                |
| 2015 (abr) | De R$ 1.903,99 até R$ 2.826,65 | 7,5%     | R$ 142,80               |
| 2015 (abr) | De R$ 2.826,66 até R$ 3.751,05 | 15%      | R$ 354,80               |
| 2015 (abr) | De R$ 3.751,06 até R$ 4.664,68 | 22,5%    | R$ 636,13               |
| 2015 (abr) | Acima de R$ 4.664,68           | 27,5%    | R$ 869,36               |
| 2023       | Até R$ 2.112,00                | (isento) | (isento)                |
| 2023       | De R$ 2.112,00 até R$ 2.826,65 | 7,5%     | R$ 142,80               |
| 2023       | De R$ 2.826,66 até R$ 3.751,05 | 15%      | R$ 354,80               |
| 2023       | De R$ 3.751,06 até R$ 4.664,68 | 22,5%    | R$ 636,13               |
| 2023       | Acima de R$ 4.664,68           | 27,5%    | R$ 869,36               |
| 2024       | Até R$ 2.259,00                | (isento) | (isento)                |
| 2024       | De R$ 2.259,00 até R$ 2.826,65 | 7,5%     | R$ 142,80               |
| 2024       | De R$ 2.826,66 até R$ 3.751,05 | 15%      | R$ 354,80               |
| 2024       | De R$ 3.751,06 até R$ 4.664,68 | 22,5%    | R$ 636,13               |
| 2024       | Acima de R$ 4.664,68           | 27,5%    | R$ 869,36               |
| 2025       | Até R$ 2.428,80                | (isento) | (isento)                |
| 2025       | De R$ 2.428,80 até R$ 2.826,65 | 7,5%     | R$ 142,80               |
| 2025       | De R$ 2.826,66 até R$ 3.751,05 | 15%      | R$ 354,80               |
| 2025       | De R$ 3.751,06 até R$ 4.664,68 | 22,5%    | R$ 636,13               |
| 2025       | Acima de R$ 4.664,68           | 27,5%    | R$ 869,36               |

Há duas formas equivalentes de se calcular o imposto a ser pago: aplicando-se cada percentual da alíquota às faixas da base de cálculo que estiverem dentro dos limites definidos; ou aplicando-se o percentual (alíquota) referente à totalidade da base de cálculo e em seguida subtraindo-se a parcela a deduzir (tabela acima).

### Alíquota efetiva
É importante observar que o percentual da renda pago como imposto de renda (chamado de alíquota efetiva) é sempre menor que a alíquota, o que é consequência da existência de um limite de isenção (parcela a se deduzir) e do caráter progressivo da tabela do IRPF. Por exemplo, um cidadão cuja base de cálculo foi de R$ 4.000 mensais em 2008 não pagou 27,5% deste valor, mas sim R$ 551,11, o equivalente a 13,78% de sua renda tributável.
A Receita Federal disponibiliza em seu site uma ferramenta para cálculo da alíquota efetiva para o ano-base 2009. Um gráfico da alíquota efetiva em função da base de cálculo é visto abaixo.

### Alíquotas para outros investimentos
Além disso, para investimentos em bolsa de valores, paga-se 15%, exclusivamente nas seguintes ocasiões:
- sobre lucros de operações no intra day (compra e venda dos papéis no mesmo dia);
- sobre lucros quando vende-se mais de R$ 20.000,00 em ações no mesmo mês;
- sobre lucros em qualquer fundo de ações (geralmente oferecido por bancos e por administradoras de fundos).

## Incidência

### Rendimentos tributáveis
São tributáveis pelo IRPF, além de outros, os seguintes rendimentos:
- Rendimentos do trabalho assalariado;
- Rendimentos do trabalho não assalariado;
- Rendimentos de aluguel e royalty;
- Rendimentos de pensão judicial;
- Rendimentos recebidos acumuladamente;
- Rendimentos da atividade rural;
- Atualização monetária dos rendimentos.

### Rendimentos isentos e não tributáveis
Os seguintes rendimentos não entram no cômputo do rendimento bruto:
- Ajuda de custo;
- Alienação de bens de pequeno valor (até R$ 20.000,00);
- Alienação do único imóvel (até R$ 440.000,00);
- Alimentação, transporte e uniformes;
- Auxílio-alimentação e auxílio-transporte em pecúnia a servidor público federal civil;
- Benefícios percebidos por deficientes mentais;
- Bolsas de estudo;
- Cadernetas de poupança;
- Cessão gratuita de imóvel;
- Contribuições empresariais para o Plano de Poupança e Investimento;
- Contribuições patronais para programa de previdência privada;
- Contribuições patronais para o Plano de Incentivo à Aposentadoria Programada Individual;
- Diárias;
- Dividendos do Fundo Nacional de Desenvolvimento;
- Doações e heranças;
- Indenização decorrente de acidente;
- Indenização por acidente de trabalho;
- Indenização por danos patrimoniais;
- Indenização por desligamento voluntário de servidores públicos civis;
- Indenização por rescisão de contrato de trabalho e Fundo de Garantia do Tempo de Serviço;
- Indenização em virtude de desapropriação para fins de reforma agrária;
- Indenização relativa a objeto segurado;
- Indenização reparatória a desaparecidos políticos;
- Indenização de transporte a servidor público da União;
- Letras Hipotecárias;
- Lucros e dividendos distribuídos;
- Pecúlio do Instituto Nacional do Seguro Social;
- Pensão recebida por pensionistas com doença grave;
- Programa de Integração Social e Programa de Formação do Patrimônio do Servidor Público
- Proventos de aposentadoria por doença grave;
- Proventos e pensões de maiores de 65 anos;
- Proventos e Pensões da Força Expedicionária Brasileira;
- Redução do ganho de capital;
- Rendimentos distribuídos ao titular ou a sócios de microempresa e empresa de pequeno porte, optantes pelo Simples;
- Resgate de contribuições de previdência privada;
- Resgate do Fundo de Aposentadoria Programada Individual;
- Resgate do Plano de Poupança e Investimento;
- Salário-família;
- Seguro-desemprego, auxílio-natalidade, auxílio-doença, auxílio-funeral e auxílio-acidente;
- Seguro e pecúlio;
- Seguros de previdência privada;
- Serviços médicos pagos, ressarcidos ou mantidos pelo empregador;
- Valor de bens ou direitos recebidos em devolução do capital;
- Venda de ações e ouro, ativo financeiro.

### Deduções da base de cálculo
No exercício de 2025, foram permitidas as seguintes deduções:
- Dependentes: até o limite de R$ 2.275,08 por dependente;
- Previdência pública: contribuições previdenciárias descontadas do salário;
- Previdência privada: apenas do tipo PGBL, com limite de 12% dos rendimentos tributáveis do ano;
- Despesas médicas: gastos com plano de saúde, hospitais, médicos, dentistas, psicólogos, fisioterapeutas, fonoaudiólogos, terapeutas ocupacionais, despesas com exames laboratoriais, serviços radiológicos, aparelhos ortopédicos, próteses ortopédicas e dentárias. Não há limite de dedução, podendo incluir gastos com tratamento de dependentes e alimentandos, ainda que sejam feitos no exterior;
- Despesas com educação: mensalidades pagas para creche, educação pré-escolar, ensino fundamental, ensino médio e superior, cursos de especialização ou profissionalizantes do contribuinte e de seus dependentes. Não inclui cursos de inglês e reforço escolar. O limite é de R$ 3.561,50;
- Pensão alimentícia: em cumprimento de decisão judicial ou acordo homologado judicialmente;
- Despesas do livro caixa: profissionais autônomos podem descontar as despesas do livro caixa (salário de terceiros, aluguel, luz, manutenção, encargos trabalhistas, etc). As deduções não podem ser superiores à receita do profissional, sendo possível compensar os valores excedentes em outros meses;

Ainda é permitido descontar do valor total de Imposto de Renda a ser pago pelo contribuinte (não da base de cálculo) o valor pago pelo patrão referente às contribuições previdenciárias de empregado doméstico.

## Obrigatoriedade da declaração anual de ajuste
Caso a declaração não seja entregue até último dia do mês, ocorrerá uma multa mínima de R$165,74, mas pode chegar a 20% do imposto devido.
Está obrigada a apresentar a Declaração de Ajuste Anual do Imposto sobre a Renda referente ao exercício de 2025, a pessoa física residente no Brasil que, no ano-calendário de 2024:
- recebeu rendimentos tributáveis, sujeitos ao ajuste na declaração, cuja soma anual foi superior a R$ 33.888,00;
- recebeu rendimentos isentos, não tributáveis ou tributados exclusivamente na fonte, cuja soma foi superior a R$ 200.000,00.
- obteve, em qualquer mês, ganho de capital na alienação de bens ou direitos;
- Realizaram operações de alienação (venda) em bolsas de valores, de mercadorias, de futuros e assemelhadas, cuja soma excedeu R$ 40 mil no ano, ou que teve lucro sujeito à incidência de imposto nas vendas;
- optou pela isenção do imposto sobre a renda incidente sobre o ganho de capital auferido na venda de imóveis residenciais, cujo produto da venda seja destinado à aplicação na aquisição de imóveis residenciais localizados no País, no prazo de 180 dias contados da celebração do contrato de venda.
- Possuem investimentos em trust no exterior. Isso se refere à participação em fundos fiduciários situados fora do país, em que um administrador (trustee) gerencia ativos em benefício de beneficiários específicos, abrangendo ações, títulos, imóveis e outros ativos financeiros
- relativamente à atividade rural:
  - obteve receita bruta anual em valor superior a R$ 169.440,00;
  - pretenda compensar compensar prejuízos de anos-calendário anteriores ou do próprio ano-calendário de 2024;
- Possuíam, em 31 de dezembro de 2024, bens e direitos (como imóveis, veículos e investimentos), inclusive terra nua, cuja soma ultrapassava R$ 800 mil;
- passou à condição de residente no Brasil em qualquer mês e nessa condição se encontrava em 31 de dezembro de 2024.
- Tiveram rendimentos no exterior de aplicações financeiras e de lucros e dividendos.
- Optaram por detalhar bens do exterior da entidade controlada como se fossem da pessoa física.
- Desejam atualizar o valor de mercado de bens no exterior;

## Malha Fina
Malha Fiscal da Declaração de Ajuste Anual da Pessoa Física, conhecida pela grande maioria dos contribuintes como malha fina é a revisão de todas as declarações, modelos completo e simplificado, de forma eletrônica, onde são feitas verificações e cruzamento das informações declaradas pelo contribuinte com os elementos disponíveis no sistema da Receita Federal.